# Nguyễn Văn Minh Tiến
Nguyễn Văn Minh Tiến (sinh năm 1974) là một thợ sửa chữa đồ điện tử tại quận Tân Phú, Thành phố Hồ Chí Minh, người đã truy bắt quả tang thành công nhiều tội phạm cướp giật ở Thành phố Hồ Chí Minh và được nhiều bài báo ca ngợi là dũng cảm.
Từ năm 1997 đến hết năm 2009, anh đã thực hiện gần 400 vụ truy đuổi tội phạm và nhiều lần được chính quyền khen thưởng, được công nhận là quần chúng tiêu biểu trong Phong trào toàn dân bảo vệ an ninh tổ quốc. Anh được người dân và báo chí gọi thân mật là "Tiến cọp", "hiệp sĩ đường phố", "Lục Vân Tiên".
Rất nhiều lần, anh dùng xe máy rượt đuổi tội phạm trên những quãng đường dài. Đối mặt với nhiều nguy hiểm trong đuổi bắt và chiến đấu với tội phạm, song anh không nản. Công an thành phố Hồ Chí Minh đã đặc cách gắn còi hú ưu tiên cho xe máy Dream của anh để tạo điều kiện cho anh đuổi bắt tội phạm.
Vì có công truy bắt quả tang tội phạm, anh Tiến nhiều lần được chính quyền tặng giấy khen. Căn nhà nhỏ đi thuê của gia đình anh không còn chỗ trên tường để treo giấy khen. Nguyên thủ tướng Võ Văn Kiệt gọi anh là "anh hùng trên mặt trận săn bắt cướp". Năm 2005, anh Tiến là một trong 8 đại biểu của thành phố Hồ Chí Minh đi dự Đại hội thi đua yêu nước toàn quốc tại Hà Nội. Tại đây, nguyên Thủ tướng Võ Văn Kiệt đã trao bằng khen cho anh Tiến. Anh từng được nguyên thủ tướng gợi ý đặc cách để trở thành một chiến sĩ săn bắt cướp chuyên nghiệp nhưng không thành vì thủ tục tuyển dụng nhân sự lực lượng vũ trang nhân dân khá chặt chẽ.
Nguyễn Văn Minh Tiến còn cùng nhiều người cùng chí hướng thành lập nhóm truy bắt tội phạm. Hiện nhóm của anh đã có tới 18 thành viên. Các anh phân công nhau tuần tiễu các đường phố, những khu vực nóng về tệ nạn cướp giật. Anh Tiến đã một vài lần bị tai nạn giao thông trong khi truy đuổi tội phạm, có lần bị thương nặng.
Anh Tiến từng là chiến sĩ nghĩa vụ trong lực lượng bộ đội biên phòng ở cảng Sài Gòn từ năm 1992 đến năm 1994.
Trong một lần bắt cướp, tội phạm xin tha và muốn hối lộ cho anh 100 triệu đồng nhưng anh không đồng ý.
Tình hình tội phạm ngày càn phức tạp, thành tích bắt cướp của anh Tiến ngày càng tăng lên. Chỉ tính riêng từ Tết 2011 đến cuối tháng 2/2011, anh Tiến đã tóm gọn thành công 8 vụ cướp giật. 